# Кумсенга
Кумсенга (суахили и англ. Kumsenga) — небольшой город и община (ward / shehia) на западе Танзании, на территории области Кигома. Входит в состав округа Кибондо.

## Географическое положение
Город находится в северо-западной части области, вблизи границы с Бурунди, к западу от реки Малагараси, на высоте 1218 метров над уровнем моря.
Кумсенга расположена на расстоянии приблизительно 150 километров к северо-востоку от города Кигома, административного центра провинции и на расстоянии приблизительно 1023 километров к западу-северо-западу (WNW) от столицы страны Дар-эс-Салама.

## Население
По данным официальной переписи 2012 года численность населения Кумсенги составляла 22 641 человека, из которых мужчины составляли 48,1 %, женщины — соответственно 51,9 %.

## Транспорт
Через город проходит автомагистраль B8. Ближайший аэропорт расположен в городе Кибондо.